# Ældre vasatid
Ældre vasatid betegner inden for svensk historieskrivning tiden 1521-1611, da Gustav Vasa og hans sønner Erik 14., Johan 3. og Karl 9. samt Johan 3.s søn Sigismund var svenske regenter. Forud gik unionstiden (tillige kaldet Yngre middelalder) (1389-1521) og efter fulgte stormagtstidens (1611-1718) første del, yngre vasatid (1611-1654).
Perioden indledtes med, at Gustav Vasa blev valgt til svensk rigsforstander 1521. Den afsluttedes med, at dennes søn Karl 9. døde 1611 og efterfulgtes af sin søn Gustav 2. Adolf.

## Grundlæggelsen af den moderne svenske stat
De selvstændighedstiltag, som under hundrede år var gjort af ulige årsager af ulige dele af det svenske samfund, sluttedes af Gustav Vasa, (rigshøvedsmand (svensk: rikshövitsman) og rigsforstander (svensk: riksföreståndare) 1521-1523, konge 1523-1560). Kalmarunionen opløstes fuldstændigt ved befrielseskrigen. Inden Gustav Vasa kom til magten, var Sverige katolsk og lød under den Gregorianske reform, hvilket betød, at kirken ikke behøvede at adlyde landets verdslige magter, på samme måde som adelen. Kirken fik en tiendedel af indkomsterne i landet og ejede store rigdomme. Men dette forandredes, da Gustav Vasa blev konge. Gustav Vasa havde en vældigt antikirkelig indstilling og anså, at klostre var "stoppede fuld af munke, der næppe var meget bedre end utøj". Men han havde ike magt nok at selv gå i lag med kirken. Han hentede hjælp hos dem, som talte for den nye lutherske lære, som anså, at kirkens mark og rigdomme var kongens at råde over. På en rigsdag i Västerås 1527 fik kronen ret at overtage klostrenes ejendomme og biskoppernes slotte og len, desuden blev nu kongen kirkens overhoved. Fra 1540-tallet fandtes hele bibelen oversat til svensk. År 1593 sammenkaldte Karl 9. et møde og gjorde Sverige til et officielt luthersk land. Da reformationen indførtes, havde det en stærk betydning for det svenske folks åndelige udvikling. Den blev også et middel til at forstærke den svenske statsmagt. Gennem reduktion af kirkejord fik staten større økonomisk grundlag. Reformationen forhindrede indflydelse fra den katolske kirkes repræsentanter, som gennem det overstatlige pavedømme stod mod kongemagtens bestræbelser for øget lokal magt. Andre konsekvenser af reformationen var, at skoleundervisningen nedlagdes, at værdifulde skrifter forsvandt, og forandringerne medførte også, at fattig- og hospitalsplejen forsvandt. Samme forandringer skete overalt i Europa: 75% af alle stater blev absolutte stater. Den engelske kirke brød sig fri fra katolicismen og erkendte kong Henry 8. som kirkens overhoved. I Frankrig skete en massakre på de franske protestanter, som kaldtes hugenotter. De, som lå bag massakren, var franske katolikker. Begivenheden blev kendt som Bartolomeusnatten, efter som den skete på et bryllup mellem en protestantisk mand og en katolsk kvinde.. Den måde, som landet var blevet styret under unionstidens rådsvælde og lensvæsen, reformeredes også af Gustav Vasa, hvilket betegnes som den moderne svenske stats grundlæggelse. Efter, at have befriet landet, blev han bedt om at overtage regeringen for, at den inte skulle håndteres fra et fremmed land. Der fandtes da ikke mulighed at kræve en håndfæstning som betingelse for overtagelsen af tronen. Gustav Vasa kom altså i besiddelse af den magt, som i henhold til landslagen var beregnet for kongen. Den frie dispositionsret, som han fik over lenene, blev en murbryder mod det middelalderlige lensvæsen. Da det blev afskaffet, begyndte han i stedet at oprette en virkelig embedsforvaltning.
Gustav Vasa delte ofte de store len, som stormænd forud havde haft "på tjänst", op i mindre områder, som han havde bedre kontrol over. De forvaltedes ved mindre højættede fogeder, som var trofaste mod ham. De inddrev kronens indkomster, ikke for sin egen men for statens regning. Selv, da store len blev givet til stormænd, skete det på sådanne vilkår, at de måtte nøje sig med at være kongelige embedsmænd i stedet for selvstændige vasaller, og at kronens økonomiske interesser selv da blev tilgodeset.
For almuen medførte denne effektive kontrol over lokalforvaltningen fordele, men den forstærkning af statsmyndigheden, som det indebar, mødte endog modstand fra befolkningens side. Den nye kongemagt var opstået af bonderejsningernes rigshøvedsmandskab, men rejsningerne havde også fået bønderne til at se mulighederne ved at gøre oprør. De vendte sig nu mod kongemagten, da dennes virkninger ramte dem. Gennem at kue Dalupproren og Dackefejden stoppede dog Gustav Vasa også denne arv fra unionstiden og forstærkede den nye statsordning.
En anden stor forandring var, at arvekongedømme indførtes. Kongevalget ved Mora stene (svensk: Mora stenar) havde længe været en tom formalitet, og nu fandtes end ikke stenene mere. I praksis havde valgkongedømmet indebåret, at stormændene disponerede over kronen og gennem kongeforsikringer kunne udøve stor indflydelse på rigsstyrelsen. Via arvekongedømmet forstærkedes i stedet kongens magt.
På ulige områder blev den nye statsmagt toneangivende, under kongens personlige indflydelse. Lov og ret forstærkedes, den svenske handel frigjordes fra Hansaens kontrol, de ulige næringsveje, frem for alt jordbruget, fremmedes. En stående hær af fodfolk, som behøvedes til den nye tids krigsvæsen, blev oprettet. Der arbejdedes kraftigt på at skaffe riget en orlogsflåde i stedet for den forfaldne leding. Gennem indkaldte kunstnere fik det afsides beliggende Sverige nogle, omend svage, impulser fra renæssancens kunst.
Gustav Vasa havde dog liden interesse i litterære spørgsmål. Dette beroede nok også på, at kulturen i Sverige fortsat i høj grad var knyttet til den gamle katolske kirke, og kirkens skabelse, Uppsala universitet, fik lov at forfalde. I nogen grad tilgodesås dog den dannelsesintresse, som reformationen havde vakt selv hos svenskerne gennem studier ved udenlandske protestantiske højskoler og gennem de svenske reformatorernes (først og fremmest Olaus Petris) skrifter, som takket være bogtrykkerkunsten spredtes til vide kredse.
Den stærke kongemagt, som Gustav Vasa skabte, blev ikke identisk med det bureaukratiske enevælde, som ved denne tid voksede sig stærkt i de fleste andre europæiske lande. Et skridt i denne retning var det visserlig, da han med hjælp af tyskere, (Conrad von Pyhy, Georg Norman m.fl.) forsøgte at indpasse den nye verdslige og kirkelige forvaltningsorganisation i faste former. Den modvilje, som da vistes, især gennem Dackefejden, fik ham at vende tilbage til en mere personlig styrelsemåde.
Med rødder i urgammel svensk statsmåde bevarede Gustav Vasas kongedømme i stort den dualistiske karakter, dog med kraftigere lederskab for kongen. Rådsaristokratiet var svækket ved Stockholms blodbad og frataget muligheden at spille unionen ud mod kongen. Rådet behøvede kongens støtte mod befrielseskrigens demokratiske efterdønninger og måtte affinde sig med ikke længere at kunne regere. Kongen krævede i stedet rådets samarbejde i styrelsen af riget. Han beholdt vedvarende kontakt med de folkelige kræfter, som havde hjulpet han til kronen. Især toges rigsdagen til hjælp for at gennemføre det store omdannelsessarbejde, således i Västerås ved afskaffelsen af den katolske kirkes magt 1527 og ved indførelsen af arvekongedømmet 1544. Derigennem fik det "nye rige" tillige en fast folkelig grund.

## Tronstridigheder
Den statsform, som Sverige gik in i den nye tid med, var ikke en moderne konstitutionalisme, men indeholdt elementer, som en sådan kunde bygges på. Arvekongedømmet kunne dog ikke forhindre tronstridigheder, og gennem de hertugdømmer, som Gustav Vasa oprettede til sine sønner, fik disse en base for at føre en politik, som kunne gå imod kongens ønsker. Formålet med disse var formodentlig at skabe en stærk dynastisk familiemagt som modvægt mod adelen, lige som kongens opfattelse var, at arvekongedømmet indebar en slags privat ret til landet og at riget derfor burde gennemgå et arveskifte lige som anden jordejendom.
Et af de første tiltag, som Gustav Vasas ældste søn, Erik 14. (1560-1568), tog, da han arvede kronen, var derfor at give sig selv fuld kontrol over hertugdømmerne. Han ville forhindre hertugerne fra at føre en egen udenrigspolitik. Hans bror, Johan rettede fra sit finske hertugdømme sin politik mod Polen og tog en polsk prinsesse, Katarina Jagellonica, til hustru, hvilket gjorde, at Erik så sig tvunget til at fængsle ham. Polens og Sveriges interesser gik på tværs med hensyn til Estland, hvilket under den Tyske Ordens sammenbrud havde sluttet sig til Sverige, og Erik havde strengt forbudt sin broder at nærme sig de polske interesser. Gennem sin sindssygdom og giftermålet med den uadelige Karin Månsdotter mistede Erik dog højadelens støtte, og dermed kunne hans broder som Johan 3. (1568-1592) overtage kronen. Denne arbejdede blandt andet på at forsone den svenske kirke med pavedømmet, men mislykkedes hermed. Bedre held havde han med at få sin søn Sigismund (1592-1599) valgt til konge af Polen. Sigismund mistede dog sit svenske rige til sin farbror Karl 9. (1600-1611). En af anledningerne hertil anses at være, at Sigismund var katolsk og at der fandtes en skræk for, at Sverige skulle vende tilbage til katolicismen. Under sit oprør søgte Karl 9. støtte hos rigsdagen. Derigennem forstærkedes yderligere det indslag af folkeligt selvstyre, som allerede fra begyndelsen havde indgået i den nye statsordning.

## Udenrigspolitik
Under unionstiden havde Sverige ikke haft nogen andre udenrigspolitiske interesser end de unionelle konflikter med Danmark og at beskytte Finland mod russiske erobringsforsøg. Den nye svenske nationalstat blev nu stillet over for udenrigspolitiske opgaver af større omfang. Til trods for, at Gustav Vasa ikke var interesseret af udenrigspolitik, deltog han i Grevens fejde for at værne Sveriges handelsfrihed med Lübeck. Under den store kamp mellem den tyske kejser Karl 5. og Frans 1. af Frankrig besluttede han sig 1542 for at støtte Frankrig. Kejseren var Christian 2.s svoger og lagde planer for at genindsætte han eller hans slægt. Nogle politiske følger af betydning medførte dette dog ikke. Fraset Grevens fejde og en russisk grænsekrig (1555-1557) slap det befriede Sverige for udenlandske krige under Gustav Vasas regering.
Erik 14. af Sverige ville derimod sikre Sveriges interesser i Sværdbroderordenens dødsbo og erobrede Estland. Dette krydsede Danmarks, Polens og Ruslands udvidelsesplaner i samme retning. Dette, og at Danmarks fornyede sine krav om, at unionen skulle genskabes, gjorde, at den nordiske syvårskrig brød ud 1563. Den afsluttedes 1570 ved Erik 14.s afsættelse. I stedet gjorde erobringen af Estland, at Johan 3. blev indviklet i en krig mod Rusland, som varede til Rusland opgav sine krav på dette land ved freden i Teusina 18. maj 1595.
Det, som først og fremmest ledte til udenrigspolitiske forviklinger, var, at Sigismunds afsættelse 1599 forårsagede krig med Polen. Det medførte tillige svensk indblanding i de russiske tronstridigheder 1609. Sigismund forsøgte at udnytte dem på en for Sverige farlig måde. Den gamle modsætning med Danmark ledte desuden til et krig med Danmark 1611. Altså befandt riget sig ved periodens slutning i en tredobbelt krigstilstand.